# Список кавалеров ордена «За заслуги перед Отечеством» за 2021 год

## Кавалеры ордена I степени
1. 6 февраля 2021 года, № 74 — Эрнст, Константин Львович — генеральный директор акционерного общества «Первый канал», город Москва[1]
2. 6 февраля 2021 года, № 74 — Фокин, Валерий Владимирович — художественный руководитель федерального государственного бюджетного учреждения культуры «Национальный драматический театр России (Александринский театр)», город Санкт-Петербург[1]
3. 20 апреля 2021 года, № 228 — Игнатенко, Виталий Никитич — председатель правления Фонда сотрудничества с русскоязычной зарубежной прессой — Фонда ВАРП, президент Всемирной ассоциации русской прессы, город Москва[2]
4. 25 апреля 2021 года, № 244 — Жириновский, Владимир Вольфович — депутат Государственной думы Федерального собрания Российской Федерации, руководитель фракции Политической партии ЛДПР — Либерально-демократической партии России в Государственной думе[3]
5. 18 мая 2021 года, № 293 — Чайка, Юрий Яковлевич — полномочный представитель Президента Российской Федерации в Северо-Кавказском федеральном округе[4]
6. 2 июля 2021 года, № 394 — Эйфман, Борис Яковлевич — художественный руководитель Санкт-Петербургского государственного бюджетного учреждения культуры «Академический театр Балета Бориса Эйфмана»[5]
7. 6 августа 2021 года, № 455 — Костин, Андрей Леонидович — президент — председатель правления Банка ВТБ (публичного акционерного общества), город Санкт-Петербург[6]
8. 3 октября 2021 года, № 570 — Баранов, Александр Александрович — советник руководителя Научно-исследовательского института педиатрии и охраны здоровья детей федерального государственного бюджетного учреждения здравоохранения «Центральная клиническая больница Российской академии наук», город Москва[7]
9. 3 октября 2021 года, № 570 — Чубарьян, Александр Оганович — научный руководитель федерального государственного бюджетного учреждения науки Института всеобщей истории Российской академии наук, город Москва[7]
10. 14 октября 2021 года, № 590 — Масляков, Александр Васильевич — ведущий программ акционерного общества «Первый канал», город Москва[8]
11. 25 октября 2021 года, № 596 — Зорькин, Валерий Дмитриевич — Председатель Конституционного суда Российской Федерации[9]
12. 24 ноября 2021 года, № 671 — Кравцов, Борис Васильевич — государственный советник юстиции 1 класса[10]

## Кавалеры ордена II степени
1. 18 мая 2021 года, № 293 — Карпов, Анатолий Евгеньевич — депутат Государственной думы Федерального собрания Российской Федерации, заместитель председателя Комитета Государственной думы по делам национальностей
2. 18 мая 2021 года, № 293 — Беглов, Александр Дмитриевич — губернатор Санкт-Петербурга
3. 5 июня 2021 года, № 340 — Москвина, Тамара Николаевна — заслуженный тренер России, главный тренер автономной некоммерческой организации «Спортивный клуб фигурного катания Тамары Москвиной», город Москва
4. 2 июля 2021 года, № 394 — Бородин, Алексей Владимирович — художественный руководитель федерального государственного бюджетного учреждения культуры «Российский государственный академический молодёжный театр», город Москва
5. 2 июля 2021 года, № 394 — Гусев, Евгений Иванович — заведующий кафедрой федерального государственного автономного образовательного учреждения высшего образования «Российский национальный исследовательский медицинский университет имени Н. И. Пирогова», город Москва
6. 2 июля 2021 года, № 394 — Кузьминов, Ярослав Иванович — ректор федерального государственного автономного образовательного учреждения высшего образования «Национальный исследовательский университет „Высшая школа экономики“», город Москва
7. 24 августа 2021 года, № 488 — Сомов, Вадим Евсеевич — генеральный директор общества с ограниченной ответственностью «Производственное объединение „Киришинефтеоргсинтез“», Ленинградская область
8. 10 сентября 2021 года, № 525 — Шишкин, Андрей Николаевич — вице-президент по информатизации, инновациям и локализации публичного акционерного общества «Нефтяная компания „Роснефть“», город Москва
9. 20 декабря 2021 года, № 714 — Розенбаум, Александр Яковлевич — художественный руководитель Фонда создания и развития театра-студии «ПЕТРО-АРТ», город Санкт-Петербург
10. 20 декабря 2021 года, № 714 — Хубутия, Могели Шалвович — президент государственного бюджетного учреждения здравоохранения города Москвы «Научно-исследовательский институт скорой помощи им. Н. В. Склифосовского Департамента здравоохранения города Москвы»

## Кавалеры ордена III степени
1. 15 марта 2021 года, № 142 — Бородавкин, Алексей Николаевич — чрезвычайный и полномочный посол Российской Федерации в Республике Казахстан
2. 20 апреля 2021 года, № 227 — Филиппов, Владимир Михайлович — президент федерального государственного автономного образовательного учреждения высшего образования «Российский университет дружбы народов», город Москва
3. 5 июня 2021 года, № 340 — Чурсина, Людмила Алексеевна — артистка федерального государственного бюджетного учреждения культуры и искусства «Центральный академический театр Российской Армии», город Москва
4. 2 июля 2021 года, № 394 — Бирюков, Пётр Павлович — заместитель Мэра Москвы в Правительстве Москвы по вопросам жилищно-коммунального хозяйства и благоустройства
5. 2 июля 2021 года, № 394 — Петухов, Валерий Лаврентьевич — профессор кафедры федерального государственного бюджетного образовательного учреждения высшего образования «Новосибирский государственный аграрный университет»
6. 2 июля 2021 года, № 394 — Шурыгин, Юрий Алексеевич — директор департамента федерального государственного бюджетного образовательного учреждения высшего образования «Томский государственный университет систем управления и радиоэлектроники»
7. 11 июля 2021 года, № 413 — Александров, Анатолий Александрович — ректор федерального государственного бюджетного образовательного учреждения высшего образования «Московский государственный технический университет имени Н. Э. Баумана (национальный исследовательский университет)»
8. 11 июля 2021 года, № 413 — Резник, Илья Рахмиэлевич — поэт, член общероссийской общественной организации «Союз литераторов Российской Федерации», город Москва
9. 11 июля 2021 года, № 413 — Куркова, Бэлла Алексеевна — заместитель главного редактора по работе с городом Санкт-Петербургом Главной редакции ЭСМИ «Телеканал „Россия-Культура“ (Россия-К)» федерального государственного унитарного предприятия «Всероссийская государственная телевизионная и радиовещательная компания», город Санкт-Петербург
10. 11 августа 2021 года, № 462 — Шаболтай, Пётр Михайлович — генеральный директор — художественный руководитель федерального государственного бюджетного учреждения культуры «Государственный Кремлёвский Дворец» Управления делами Президента Российской Федерации, город Москва
11. 24 августа 2021 года, № 488 — Шматко, Сергей Иванович — специальный представитель Президента Российской Федерации по вопросам международного сотрудничества в области электроэнергетики
12. 1 октября 2021 года, № 558 — Киндинов, Евгений Арсеньевич — артист федерального государственного бюджетного учреждения культуры «Московский Художественный академический театр имени А. П. Чехова»
13. 1 октября 2021 года, № 558 — Любшин, Станислав Андреевич — артист федерального государственного бюджетного учреждения культуры «Московский Художественный академический театр имени А. П. Чехова»
14. 1 октября 2021 года, № 558 — Мирошниченко, Ирина Петровна — артистка федерального государственного бюджетного учреждения культуры «Московский Художественный академический театр имени А. П. Чехова»
15. 1 октября 2021 года, № 558 — Петров, Андрей Борисович — художественный руководитель — главный балетмейстер театра «Кремлёвский балет» федерального государственного бюджетного учреждения культуры «Государственный Кремлёвский Дворец» Управления делами Президента Российской Федерации, город Москва
16. 1 октября 2021 года, № 558 — Скворцов, Александр Александрович — инструктор-космонавт-испытатель — начальник группы отряда космонавтов федерального государственного бюджетного учреждения «Научно-исследовательский испытательный центр подготовки космонавтов имени Ю. А. Гагарина», Московская область
17. 1 октября 2021 года, № 558 — Скрипочка, Олег Иванович — инструктор-космонавт-испытатель отряда космонавтов федерального государственного бюджетного учреждения «Научно-исследовательский испытательный центр подготовки космонавтов имени Ю. А. Гагарина», Московская область
18. 25 октября 2021 года, № 596 — Бухарин, Олег Валерьевич — главный научный сотрудник Института клеточного и внутриклеточного симбиоза Уральского отделения Российской академии наук — обособленного структурного подразделения федерального государственного бюджетного учреждения науки Оренбургского федерального исследовательского центра Уральского отделения Российской академии наук, Оренбургская область
19. 25 октября 2021 года, № 596 — Пумпянский, Дмитрий Александрович — президент акционерного общества Группы Синара, Свердловская область
20. 18 ноября 2021 года, № 659 — Лёвин, Борис Алексеевич — президент федерального государственного автономного образовательного учреждения высшего образования «Российский университет транспорта», город Москва
21. 18 ноября 2021 года, № 659 — Хабриев, Рамил Усманович — научный руководитель федерального государственного бюджетного научного учреждения «Национальный научно-исследовательский институт общественного здоровья имени Н. А. Семашко», город Москва
22. 3 декабря 2021 года, № 684 — Вепрев, Александр Алексеевич — генеральный директор Иркутского авиационного завода — филиала публичного акционерного общества «Корпорация „Иркут“» — заместитель генерального директора публичного акционерного общества «Корпорация „Иркут“»
23. 20 декабря 2021 года, № 714 — Гуляева, Нина Ивановна — артистка федерального государственного бюджетного учреждения культуры «Московский Художественный академический театр имени А. П. Чехова»
24. 20 декабря 2021 года, № 714 — Неёлова, Марина Мстиславовна — артистка государственного бюджетного учреждения культуры города Москвы «Московский театр „Современник“»
25. 20 декабря 2021 года, № 714 — Шиловский, Всеволод Николаевич — режиссёр, член общественной организации «Гильдия кинорежиссёров России», город Москва
26. 20 декабря 2021 года, № 714 — Авдеев, Александр Алексеевич — чрезвычайный и полномочный посол Российской Федерации в Ватикане, Представитель Российской Федерации при Суверенном Мальтийском Ордене по совместительству
27. 20 декабря 2021 года, № 714 — Якушев, Александр Сергеевич — председатель Совета Легенд Ночной хоккейной лиги

## Кавалеры ордена IV степени
1. 12 февраля 2021 года, № 83 — Вязалов, Сергей Юрьевич — генеральный директор Министерства иностранных дел Российской Федерации
2. 29 марта 2021 года, № 182 — Акчурин, Ренат Сулейманович — заместитель генерального директора федерального государственного бюджетного учреждения «Национальный медицинский исследовательский Центр кардиологии» Министерства здравоохранения Российской Федерации, город Москва
3. 29 марта 2021 года, № 182 — Буре, Павел Владимирович — заслуженный мастер спорта СССР, член наблюдательного совета общества с ограниченной ответственностью «Профессиональный хоккейный клуб ЦСКА», город Москва
4. 6 апреля 2021 года, № 195 — Кутырев, Владимир Викторович — директор федерального казённого учреждения здравоохранения «Российский научно-исследовательский противочумный институт „Микроб“» Федеральной службы по надзору в сфере защиты прав потребителей и благополучия человека, Саратовская область
5. 6 апреля 2021 года, № 195 — Боровик, Владимир Филиппович — заместитель губернатора Белгородской области — начальник департамента финансов и бюджетной политики Белгородской области
6. 6 апреля 2021 года, № 195 — Рецептер, Владимир Эммануилович — художественный руководитель федерального государственного бюджетного учреждения культуры «Государственный Пушкинский театральный центр в Санкт-Петербурге»
7. 20 апреля 2021 года, № 227 — Ракова, Анастасия Владимировна — заместитель Мэра Москвы в Правительстве Москвы по вопросам социального развития
8. 11 мая 2021 года, № 269 — Васюков, Николай Николаевич (митрополит Уфимский и Стерлитамакский Никон) — управляющий религиозной организацией «Уфимская епархия Русской Православной Церкви (Московский Патриархат)», глава Башкортостанской митрополии
9. 18 мая 2021 года, № 293 — Аксютин, Олег Евгеньевич — заместитель председателя правления — начальник департамента публичного акционерного общества «Газпром», город Москва
10. 18 мая 2021 года, № 293 — Яновский, Анатолий Борисович — заместитель министра энергетики Российской Федерации
11. 2 июля 2021 года, № 394 — Гень, Сергей Олегович — капитан танкера-газовоза «Кристоф де Маржери» общества с ограниченной ответственностью «СКФ Менеджмент Сервисиз (Санкт-Петербург)»
12. 2 июля 2021 года, № 394 — Макаров, Николай Андреевич — директор федерального государственного бюджетного учреждения науки Института археологии Российской академии наук, город Москва
13. 11 июля 2021 года, № 413 — Виноградова, Зоя Акимовна — артистка-вокалистка Санкт-Петербургского государственного автономного учреждения культуры «Санкт-Петербургский государственный театр музыкальной комедии»
14. 11 июля 2021 года, № 413 — Тони, Олег Вильямсович — заместитель генерального директора открытого акционерного общества «Российские железные дороги» — начальник Центра по развитию Центрального и Санкт-Петербургского транспортных узлов, город Москва
15. 25 июля 2021 года, № 434 — Ковальчук, Юрий Валентинович — общественный деятель, город Санкт-Петербург
16. 6 августа 2021 года, № 455 — Михеева, Лидия Юрьевна — секретарь Общественной палаты Российской Федерации, председатель совета (руководитель) федерального государственного бюджетного научного учреждения «Исследовательский центр частного права имени С. С. Алексеева при Президенте Российской Федерации», город Москва
17. 11 августа 2021 года, № 462 — Ткачук, Всеволод Арсеньевич — декан факультета федерального государственного бюджетного образовательного учреждения высшего образования «Московский государственный университет имени М. В. Ломоносова»
18. 24 августа 2021 года, № 488 — Рудской, Андрей Иванович — ректор федерального государственного автономного образовательного учреждения высшего образования «Санкт-Петербургский политехнический университет Петра Великого»
19. 10 сентября 2021 года, № 525 — Лавровский, Михаил Леонидович — репетитор по балету федерального государственного бюджетного учреждения культуры «Государственный академический Большой театр России», город Москва
20. 10 сентября 2021 года, № 525 — Завалеева, Елена Владимировна — советник главного исполнительного директора в ранге вице-президента публичного акционерного общества «Нефтяная компания „Роснефть“», город Москва
21. 1 октября 2021 года, № 558 — Ролдугин, Сергей Павлович — художественный руководитель федерального государственного бюджетного учреждения культуры «Дом музыки», город Санкт-Петербург
22. 1 октября 2021 года, № 558 — Линченко, Николай Викторович — вице-губернатор Санкт-Петербурга
23. 25 октября 2021 года, № 596 — Кувшинников, Олег Александрович — губернатор Вологодской области
24. 25 октября 2021 года, № 596 — Бутман, Игорь Михайлович — художественный руководитель государственного бюджетного учреждения культуры города Москвы «Московский джазовый оркестр под управлением И. Бутмана»
25. 24 ноября 2021 года, № 671 — Лопатин, Геннадий Борисович — заместитель Генерального прокурора Российской Федерации
26. 24 ноября 2021 года, № 671 — Пономарёв, Юрий Александрович — заместитель Генерального прокурора Российской Федерации
27. 24 ноября 2021 года, № 671 — Попов, Вячеслав Васильевич — инженер-электроник инженерного цеха публичного акционерного общества «Челябинский трубопрокатный завод»
28. 31 декабря 2021 года, № 756 — Фердман, Олег Борисович — первый заместитель генерального директора акционерного общества «СТРОЙ-ТРЕСТ», город Москва
29. 31 декабря 2021 года, № 756 — Фомин, Василий Харитонович — советник председателя совета директоров по тоннельным проектам акционерного общества «Бамтоннельстрой-Мост», город Москва